# 나바테아 왕국
나바테아 왕국(나바테아 아랍어 : 𐢕𐢃𐢋𐢈), 또는 나바테아(/ˌnæbəˈtiːə/)는 고전 고대 시대 나바테아인들의 국가였다.
나바테아 왕국은 그 지역의 많은 무역로를 통제했고, 많은 부를 축적했고, 이웃 나라들의 부러움을 샀다. 그것은 티하마를 따라 남쪽으로 헤자즈까지 뻗어 있었고, 북쪽으로는 다마스쿠스까지 뻗어 있었고, 짧은 기간(기원전 85년–71년) 동안 통제했다.
기원전 3세기 중반부터 독립적인 정치적 독립체로 남아있던 나바테아는 로마 제국에 의해 합병되었고, 아라비아 페트라이아로 개편되었다.